# NGC 44
NGC 44 je dvostruka zvijezda u zviježđu Andromedi.

## Vanjske poveznice
- SEDS: NGC 0044